# 小行星9900
小行星9900（英語：9900 Llull）是一颗围绕太阳公转的小行星。1997年6月13日，M. Blasco在科斯蒂特斯发现了此天体。
这颗小行星的绝对星等为119.6768888031988等。